# Mica Černigoj
Mica Černigoj, slovenska romanistka, konservatorka * 23. marec 1914, † 2000.
Prvotno je pripadala krščanskim socialistom. Že pred? drugo svetovno vojno je postala članica KPS, med vojno pa je organizirala matični odbor OF profesorjev in učiteljev, zakar je bila zaprta v KZ Ravensbrück. Po vojno je delala na ministrstvu za kulturo in na Zavodu za spomeniško varstvo, ki ga je v letih 1963-68 vodila kot ravnateljica.